# Virgin Group

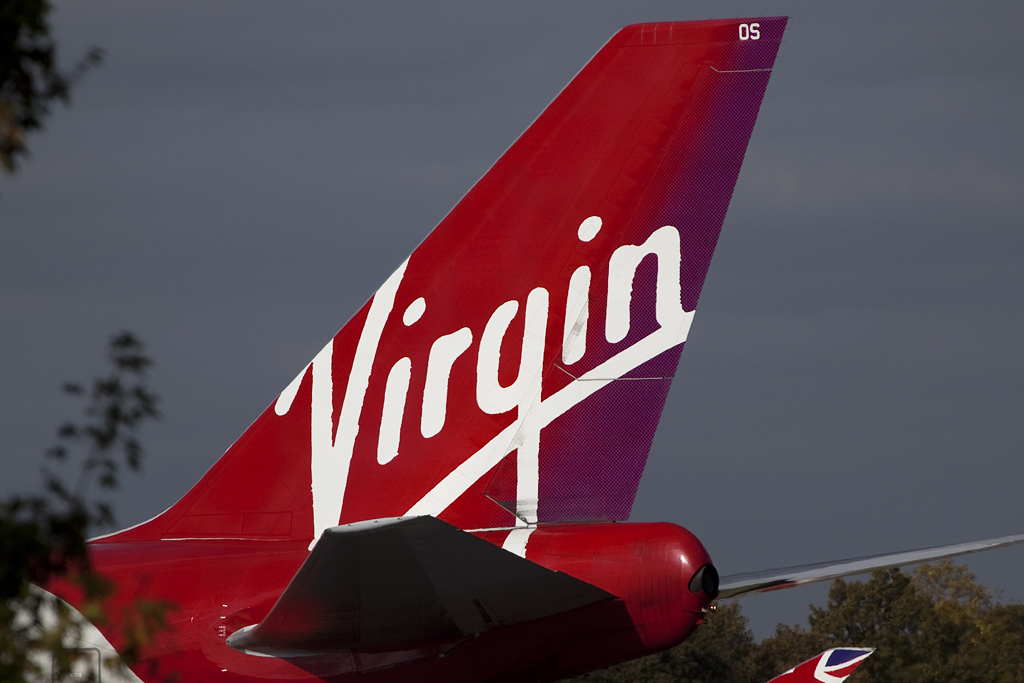
Logo společnosti Virgin Group

Virgin Group Ltd. je britský konglomerát založený Richardem Bransonem a Nikem Powellem. Jeho hlavní byznys je v cestování, zábavě a životním stylu, dále také řídí podniky v oblasti finančnictví, dopravě, zdravotnictví, jídla a pití, média a telekomunikace; dohromady se Virgin Group skládá z více než 400 společností.
Virgin Group byla založena roku 1989 jako holdingová společnost. Hodnota Virgin Group k roku 2008 byla 5 mld. liber.[zdroj⁠?!]

## Jméno
Jméno firmy "Virgin" (česky přeloženo jako panic) vzniklo když Richard Branson a Nik Powell dělali obchod s hudebními deskami. Sami se považovali za nezkušené v byznysu, proto "virgin" - panic.

## Dceřiné společnosti a investice
| Firma                          | Vlastnictví % | Sektor        |
| ------------------------------ | ------------- | ------------- |
| AirAsia X                      | 16%           | Doprava       |
| V Festival                     | 100%          | Zábava        |
| Virgin Active                  | 20%           | Zdravotnictví |
| Virgin America                 | 25%           | Doprava       |
| Virgin Atlantic                | 51%           | Doprava       |
| Virgin Australia Holdings      | 10%           | Doprava       |
| Virgin Balloon Flights         | 100%          | Doprava       |
| Virgin Books                   | 10%           | Vydavatelství |
| Virgin Care                    | 100%          | Zdravotnictví |
| Virgin Cruises                 | 100%          | Doprava       |
| Virgin Connect                 | ?             | Média         |
| Virgin Earth Challenge         | 100%          | Soutěž        |
| Virgin Experience Days         | 100%          | Zábava        |
| Virgin Galactic                | 100%          | Doprava       |
| Virgin Green Fund              | 100%          | Energie       |
| Virgin Health Bank             | 100%          | Zdravotnictví |
| Virgin HealthMiles             | 100%          | Zdravotnictví |
| Virgin Holidays                | 100%          | Cestování     |
| Virgin Hotels                  | 100%          | Hotelnictví   |
| Virgin Limited Edition         | 100%          | Turismus      |
| Limobike                       | 100%          | Doprava       |
| Virgin Megastores              | 100%          | Maloobchod    |
| Virgin Mobile                  | 100%          | Komunikace    |
| Virgin Money                   | 34%           | Bankovnictví  |
| Virgin Money Giving            | 100%          | Online Služby |
| Virgin Oceanic                 | 100%          | Zábava        |
| Virgin Racing (Formula E team) | 100%          | Zábava        |
| Virgin Radio                   | 100%          | Zábava        |
| Virgin Rail Group              | 51%           | Doprava       |
| Virgin Trains East Coast       | 10%           | Doprava       |
| Virgin Unite                   | 100%          | Charita       |
| Virgin Vacations               | 100%          | Doprava       |
| Virgin Voucher                 | 100%          | Maloobchod    |